# Резолюция за военни правомощия
Резолюцията за военни правомощия (на английски: War Powers Resolution) е федерален закон, влязъл в сила на 7 ноември 1973 г., предназначен да възспре властта на президента да въвлече Съединените щати във въоръжен конфликт без съгласието на Конгреса на САЩ.
Тя постановява президентът да може да изпрати Въоръжените сили на САЩ в действие в чужбина само чрез обявяване на война от конгреса, „статутно упълномощаване“ или в случай на „национално извънредно положение, създадено от нападение срещу Съединените щати, техните територии и владения, или въоръжени сили.“
Резолюцията за военни правомощия изисква президентът да уведоми конгреса в рамките на 48 часа за въвличане на въоръжени сили във военни действия и забранява въоръжени сили да остават в чужбина повече от 60 дни, с по-нататъшен срок за изтегляне от 30 дни, без упълномощаване на употребата на военна сила или обявяване на война. Резолюцията е приета с 2/3 мнозинство на конгреса, отхвърляйки вето на президента Ричард Никсън.
Твърди се, че резолюцията е била нарушавана, например през 1999 г. от президента Бил Клинтън по време на бомбардирането на Югославия. Конгресът е неодобрявал тези случаи, но нито един не е довел до успешно правно действие срещу президента за нарушението.